# Дзанат
Дза́нат — у стародавніх осетинських міфах рай, що знаходився в центрі загробного світу; його було огороджено золотою кам'яною огорожею із золотими ворітьми, котрі відчиняв лише Барастир, володар царства мертвих.
За уявленнями давніх осетинів, Дзанат був квітучим садом, в якому добре одягнені молоді люди зі своїми дружинами та дітьми сидять за золотими столами, заставленими різними стравами та напоями, котрі ніколи не вичерпуються.